# C10H21NO
化学式C10H21NO（摩尔质量：171.28 g/mol）可以指以下化合物：
- 癸酰胺（西班牙语：Decanamida），CAS号：2319-29-1
- N,N-二甲基辛酰胺，CAS号：1118-92-9
- 1-亚硝基癸烷，CAS号：917510-16-8
- 1,2,2,6,6-五甲基哌啶-4-醇，CAS号：2403-89-6
- N,2,3-三甲基-2-异丙基丁酰胺，CAS号：51115-67-4
- 癸醛肟，异构体混合物CAS号：13372-74-2 ，E：5784-08-7 ，Z：5780-38-1

|  | 这个同类索引页列出了具有相同分子式的化学物（即同分異構體）条目。 除非您是有意链接至本页，否则应将相应条目的内部链接指向正确的条目。 |